# ふなっしーのふなふなふな日和
『ふなっしーのふなふなふな日和』（ふなっしーのふなふなふなびより）とは、2015年3月30日から同年9月25日まで、日本テレビ系列『スッキリ!!』（第2部、「エンタメまるごとクイズッス」直後）（10:05頃）で放送されていたショートアニメ。
ふなっしーが出演する初のアニメ作品であり、ふなっしーが人間界を幸せにするために奮闘していく。ぐれっしーや梨神様などの新キャラクターも登場する。

## 登場キャラクター
ふなっしー
声 - ふなっしー
本作の主人公。
ぐれっしー
声 - Lynn
ふなっしーのライバル。良き友でもある。
梨神様
声 - 龍田直樹
にゃおっしー
声 - 小野早稀
ふなっしーの猫。
ちゃなっしー
声 - 中西伶郎
茶色のトレンチコートをまとった二枚目風の梨の妖精。
ごなっしー兄弟（あかなっしー、あおなっしー、きなっしー、みどりなっしー、しましまっしー）
カラフルな5人兄弟の梨の妖精。
PEAR♡S
梨妖精界のアイドルグループ。
梨丸　
梨の妖精忍者。ふなっしーを守護する。
ナンシー　
ニューヨーク出身のグラマラスな西洋梨の妖精。
スッキりす
『スッキリ!!』のマスコットキャラクター。
アルパカ

梨園のおじさん、おばさん
ふなっしー、ぐれっしーら人間界に降臨した梨の妖精はほとんどみな梨園に住み着いている様子。
男の子（はるとくん）

女の子（ひなちゃん）

学校の先生
男の子（はるとくん）、女の子（ひなちゃん）が通っている学校のクラスの先生。
お姉さん
登場するたびに転職している。ふなっしーとぐれっしーの憧れの的。

## スタッフ
- 監督 - 山内東生雄
- 脚本 - 清水東、友永コリエ
- キャラクターデザイン - 清水洋
- 美術監督 - 河野次郎
- 撮影監督 - 後藤春陽
- 色彩設計 - 木村涼
- 音響監督 - 小泉紀介
- 音楽 - 若林タカツグ
- プロデューサー - 佐々木まりな
- コンテンツプロデューサー - 飯泉亜希子、伊東禅
- アニメーションプロデューサー - 松橋厚至、鈴木公尚
- 制作 - 旭プロダクション
- 製作著作 - ふなっしーのふなふなふな日和チ〜ム

## 放送局
| 放送対象地域   | 放送局                    | 放送期間                | 放送日時                      | 系列           | 備考                 |
| -------------- | ------------------------- | ----------------------- | ----------------------------- | -------------- | -------------------- |
| 関東広域圏     | 日本テレビ（NTV）         | 2015年3月30日 - 9月25日 | 月曜 - 金曜 10:04頃 - 10:06頃 | 日本テレビ系列 |                      |
| 青森県         | 青森放送（RAB）           | 2015年3月30日 - 9月25日 | 月曜 - 金曜 10:04頃 - 10:06頃 | 日本テレビ系列 |                      |
| 岩手県         | テレビ岩手（TVI）         | 2015年3月30日 - 9月25日 | 月曜 - 金曜 10:04頃 - 10:06頃 | 日本テレビ系列 |                      |
| 宮城県         | ミヤギテレビ（MMT）       | 2015年3月30日 - 9月25日 | 月曜 - 金曜 10:04頃 - 10:06頃 | 日本テレビ系列 |                      |
| 秋田県         | 秋田放送（ABS）           | 2015年3月30日 - 9月25日 | 月曜 - 金曜 10:04頃 - 10:06頃 | 日本テレビ系列 |                      |
| 山形県         | 山形放送（YBC）           | 2015年3月30日 - 9月25日 | 月曜 - 金曜 10:04頃 - 10:06頃 | 日本テレビ系列 |                      |
| 福島県         | 福島中央テレビ（FCT）     | 2015年3月30日 - 9月25日 | 月曜 - 金曜 10:04頃 - 10:06頃 | 日本テレビ系列 |                      |
| 新潟県         | テレビ新潟（TeNY）        | 2015年3月30日 - 9月25日 | 月曜 - 金曜 10:04頃 - 10:06頃 | 日本テレビ系列 |                      |
| 長野県         | テレビ信州（TSB）         | 2015年3月30日 - 9月25日 | 月曜 - 金曜 10:04頃 - 10:06頃 | 日本テレビ系列 |                      |
| 石川県         | テレビ金沢（KTK）         | 2015年3月30日 - 9月25日 | 月曜 - 金曜 10:04頃 - 10:06頃 | 日本テレビ系列 |                      |
| 中京広域圏     | 中京テレビ（CTV）         | 2015年3月30日 - 9月25日 | 月曜 - 金曜 10:04頃 - 10:06頃 | 日本テレビ系列 |                      |
| 近畿広域圏     | 読売テレビ（ytv）         | 2015年3月30日 - 9月25日 | 月曜 - 金曜 10:04頃 - 10:06頃 | 日本テレビ系列 |                      |
| 鳥取県・島根県 | 日本海テレビ（NKT）       | 2015年3月30日 - 9月25日 | 月曜 - 金曜 10:04頃 - 10:06頃 | 日本テレビ系列 |                      |
| 広島県         | 広島テレビ（HTV）         | 2015年3月30日 - 9月25日 | 月曜 - 金曜 10:04頃 - 10:06頃 | 日本テレビ系列 |                      |
| 徳島県         | 四国放送（JRT）           | 2015年3月30日 - 9月25日 | 月曜 - 金曜 10:04頃 - 10:06頃 | 日本テレビ系列 |                      |
| 香川県・岡山県 | 西日本放送（RNC）         | 2015年3月30日 - 9月25日 | 月曜 - 金曜 10:04頃 - 10:06頃 | 日本テレビ系列 |                      |
| 愛媛県         | 南海放送（RNB）           | 2015年3月30日 - 9月25日 | 月曜 - 金曜 10:04頃 - 10:06頃 | 日本テレビ系列 |                      |
| 福岡県         | 福岡放送（FBS）           | 2015年3月30日 - 9月25日 | 月曜 - 金曜 10:04頃 - 10:06頃 | 日本テレビ系列 |                      |
| 熊本県         | くまもと県民テレビ（KKT） | 2015年3月30日 - 9月25日 | 月曜 - 金曜 10:04頃 - 10:06頃 | 日本テレビ系列 |                      |
| 鹿児島県       | 鹿児島読売テレビ（KYT）   | 2015年3月30日 - 9月25日 | 月曜 - 金曜 10:04頃 - 10:06頃 | 日本テレビ系列 |                      |
| 高知県         | 高知放送（RKC）           | 2015年4月1日 - 9月25日  | 月曜 - 金曜 10:04頃 - 10:06頃 | 日本テレビ系列 | 第1話・第2話は未放送 |
| 全国放送       | アニマックス              | 2015年9月27日 -         | 日曜 13:30 - 14:00            | CS放送         | 15話連続             |

※『スッキリ!!・第2部』を臨時非ネットとする局では当該日の放送は行わなかった（振替放送もなかった）が、臨時ネットする局では当該日に臨時に放送されていた。

### ネット配信
| 配信元             | 配信期間       | 配信日時        | 備考        |
| ------------------ | -------------- | --------------- | ----------- |
| 日テレオンデマンド | 2015年4月4日 - | 土曜 12:00 更新 | 第1話は無料 |
| ニコニコチャンネル | 2015年4月4日 - | 土曜 12:00 更新 | 第1話は無料 |
| GYAO!              | 2015年4月4日 - | 土曜 12:00 更新 | 第1話は無料 |
| バンダイチャンネル | 2015年4月4日 - | 土曜 12:00 更新 | 第1話は無料 |

## DVD
| 巻                          | 発売日         | 規格品番   | 規格品番   |
| 巻                          | 発売日         | 初回版     | 通常版     |
| --------------------------- | -------------- | ---------- | ---------- |
| 梨、降臨なっし〜!           | 2015年6月24日  | VPBY-14430 | VPBY-14431 |
| にゃおっしーと遊ぶなっし〜! | 2015年9月25日  | VPBY-14446 | VPBY-14432 |
| ぐれっしーと勝負なっし〜!   | 2015年9月25日  | VPBY-14447 | VPBY-14433 |
| 踊れ!ふなっしーなっし〜!    | 2015年11月25日 | VPBY-14448 | VPBY-14434 |
| みんなでかくれんぼなっし〜! | 2015年11月25日 | VPBY-14449 | VPBY-14435 |
| 梨まつりなっし〜!           | 2015年12月23日 | VPBY-14449 | VPBY-14436 |